# يوهان كريستيان ويلهلم أوقستي
يوهان كريستيان ويلهلم أوقستي (بالألمانية: Johann Christian Wilhelm Augusti)‏ (و. 1772 – 1841 م) هو عالم آثار، ومترجم، وعالم عقيدة، وتربوي، وأستاذ جامعي ألماني، توفي في كوبلنز، عن عمر يناهز 69 عاماً.

## التعليم
تعلم في جامعة ينا
.